# 17696 Bombelli
17696 Bombelli è un asteroide della fascia principale. Scoperto nel 1997, presenta un'orbita caratterizzata da un semiasse maggiore pari a 3,024411 UA e da un'eccentricità di 0,083459, inclinata di 9,712113° rispetto all'eclittica. Ha un diametro di 7,793 km. Ha un periodo di rotazione di 12,97 ore.
È dedicato a Rafael Bombelli, matematico del XVI secolo.